# الإمبراطور شيان فنغ
الإمبراطور شيان فنغ (17 يوليو 1831-1822 - أغسطس 1861)، واسمه الشخصي ي-يزهو كان الإمبراطور التاسع لقوميية المانشو والإمبراطور السابع لحكم الصين لسلالة تشينغ الحاكمة، من 1850 إلى 1861. خلال عهده شهدت سلالة تشينغ الحاكمة العديد من الحروب والتمردات، بما في ذلك تمرد تايبينغ، تمرد نيان وحرب الأفيون الثانية.

## النسب والعائلة
ولد ي-يزهو في عام 1831 في القصر الصيفي القديم، على بعد ثمانية كيلومترات شمال غرب بكين. لعشيرة آيشن جيورو المانشورية، حيث كان الابن الرابع للإمبراطور داو غوانغ والإمبراطورة شياو تشيوان تشنغ من عشيرة نيوهورو المانشورية والتي دشنت إمبراطورة عام 1834. اشتهر الإمبراطور شيان فنغ بقدراته في الأدب والإدارة التي فاقت معظم إخوته، الأمر الذي أثار إعجاب والده فقرر جعله خليفته. كان متزوجا من الإمبراطورة الأرملة تسيشي.[بحاجة لمصدر]

## الوفاة
في 22 أغسطس 1861 توفي الإمبراطور شيان فنغ قبل بلوغه ثلاثين عاما من العمر بسبب إفراطه في استهلاكه للأفيون منذ شبابه. وذفن في منتجع جبل تشنغده على بعد 230 كيلومترا شمال شرق بكين. فخلفه ابنه البالغ من العمر ست سنوات الإمبراطور تونغشي.
وقبل يوم واحد من وفاته، استدعى الإمبراطور شيان فنغ مؤيديه إلى سريره وأعطاهم مرسوماً إمبراطورياً تاركا السلطة في أيدي رفاقه.